# Grallaricula
Grallaricula är ett fågelsläkte i familjen myrpittor inom ordningen tättingar. Släktet omfattar tio arter med utbredning i Latinamerika från Costa Rica till Bolivia:
- Ockrabröstad myrpitta (G. flavirostris)
- Fjällbröstad myrpitta (G. loricata)
- Rosthuvad myrpitta (G. cucullata)
- Piuramyrpitta (G. peruviana)
- Ockrapannad myrpitta (G. ochraceifrons)
- Rostbandad myrpitta (G. ferrugineipectus)
- Leymebambamyrpitta (G. leymebambae) – nyligen urskild art
- Skifferkronad myrpitta (G. nana)
- Sucremyrpitta (G. cumanensis)
- Halvmånemyrpitta (G. lineifrons)